# Agatoergos
Los agatoergos («bienhechores») eran los ciudadanos espartanos de más edad que, a razón de cinco por año, regularmente cesaban de servir en la caballería; durante ese año estaban obligados a no estar inactivos, por lo que se les enviaba a cumplir diferentes misiones al servicio de Esparta.